# David Green
David Green (nascut el 12 de novembre de 1948) és un director de cinema, productor de televisió i executiu de mitjans britànic.

## Biografia
Green, nascut a Londres, Anglaterra, fill d'Evelyn Morris i Louis Green, es va educar a la Bury Grammar School i al Trinity College, Oxford, on es va graduar com a Màster en Arts a Llengua i Literatura Anglesa. Es va unir a Yorkshire Television on, en un any, es va convertir en el director de programes YTV més jove, debutant com a director amb el llançament d’Emmerdale (60 episodis) abans de dirigir 29 episodis d'una hora de Whicker's World, una sèrie mèdica estatunidenca de tres parts amb Austin Mitchell, dos documentals polítics europeus narrats per Robert Kee, una pel·lícula sobre Elvis dirigida per David Frost i la pel·lícula d'espies Sebastian.
Green és ara una figura important a la indústria cinematogràfica i televisiva britànica i estatunidenca, després d'haver treballat en pel·lícules i projectes de televisió en pràcticament tots els gèneres. Els seus crèdits de direcció de pel·lícules inclouen la guardonada comèdia romàntica i el drama criminal Buster (4 premis) amb Phil Collins i Julie Walters, i la pel·lícula d'acció de 22 milions de dòlars Wings of the Apache protagonitzada per Nicolas Cage, Tommy Lee Jones i Sean Young (estrenada als Estats Units com Fire Birds per Touchstone). Altres crèdits a la direcció de llargmetratges inclouen el thriller psicològic Breathtaking amb Joanne Whalley i Jamie Foreman, i la comèdia Car Trouble amb Julie. Walters i Ian Charleson.
Per a la televisió, Green ha dirigit més de 100 drames i documentals, inclosos The Golden Land per a BBC1, The Boy in the Bubble per a ITV, Wilfred and Eileen i East Lynne per BBC Drama, i la pel·lícula d’ITV 1914 All Out, que va ser guardonada amb el Premi del Públic al Festival de Reims de Televisió. Altres crèdits de drama televisiu inclouen Nobody's House per a ITV i The Chinese Detective per a BBC1. Green també va ser un director de publicitat líder amb James Garrett & Partners per a qui va filmar més de 50 campanyes, incloent Peter Ustinov presentant Masterpiece Theatre per a Mobil i la premiada campanya de cafè Red Mountain.
Des de 1992 Green va ser fundador (i fins al 2007, president) de September Films, una productora de cinema i televisió independent amb oficines a Londres i Los Angeles. La companyia va fer més de dues mil hores de televisió en hora de màxima audiència, inclosa la històrica sèrie Hollywood Women, que va ser la primera part d'una franquícia de Hollywood de deu temporades per a ITV, i deu temporades del programa insígnia estatunidenc Bridezillas - ambdues creades per ell; també, el drama innovador The Investigator per a Channel 4. Els llargmetratges de la companyia inclouen els nominats a l'Oscar Solomon & Gaenor (7 premis) i House of America (6 premis). September Films també va rebre el premi Montreux Rose d'Or per Ozzy Osbourne Uncut. Green va ser productor executiu de les tres produccions premiades.
Es va unir al grup de producció i distribució DCD Media plc el 2007, quan September Films va ser adquirida pel conglomerat de mitjans multiempresa. Va assumir el paper de director creatiu del grup DCD abans de convertir-se en director general el 2009 i president executiu el 2012. Va deixar el càrrec el 2013 i ara viu de nou a LA dirigint llargmetratges. El 2018, també es va convertir en president de la companyia de drama britànic amb guió Three Tables Productions.
Green té tres fills: Jessica, Samuel i Jacob, i és un afeccionat de tota la vida i apassionat del Manchester City F.C.